# Eberhard Schoener
Eberhard schoener originalmente um violinista clássico e regente de música de câmara e ópera. Suas músicas combinam muitos estilos e formatos, foi um dos primeiros adeptos e divulgadores do sintetizador Moog na Europa. Na década de 1970 ele viajou para a Indonésia e incorporou elementos musicais da Ásia em seus  trabalhos músicais. Ele colaborou com músicos de rock como Jon Lord e The Police . Ele compôs partituras de filmes, vídeos, músicas para a televisão e uma ópera para ser transmitida pela Internet. Ganhou inúmeros prêmios, incluindo o Schwabing Art Prize em  1975, em  1992 o Bambi Award de criatividade e um prêmio pelo conjunto da obra no ‘’Soundtrack Festival de Música e Som em Cinema e Mídia’’ em novembro de 2014. 

## História
Em 1958 iniciou os estudo de violino na Academia de Música de Detmold (Nordwestdeutsche Musikakademie) sob o comando do professor Tibor Varga. 
Em 1959 ganhou uma bolsa para a Accademia Musicale Chigiana em Siena, já em 1960, primeiro violino na Ópera Estatal da Baviera.
Fundou em 1961 a Orquestra Sinfónica Juvenil de Munique, conhecida como "A Orquestra Jovem (Das junge Orchestre)" na série de TV ARD.
Entre 1964 e 1968 foi o Supervisor musical da Ópera da Baviera.
Na fundação da Ópera de Câmara de Munique atuou como supervisor artístico e maestro. Entre outros, ele conduziu apresentações anuais de ópera e concertos no Brunnenhof (Fountain-Courtyard) no Castelo da Residência em Munique.
Em 1972 realiza uma performance em publico durante os jogos olímpicos de Munique. 
Em 1974 colabora com Jon Lord do Deep Purple no álbum Windows, a performance é televisionada com David Coverdale , Glenn Hughes e Pete York.
Em 1975 realiza a Philharmonic húngara para o álbum  Sarabande do Jon Lord  para o Deep Purple.
Eberhard se destacou por sempre buscar misturar os gêneros musicais, o sintetizador Moog dá pela primeira vez a possibilidade de tocar música eletrônica ao vivo. 
Eberhard Schoener se apresenta à tecnologia de Bob Moog nos EUA e traz esse instrumento para a Alemanha. No álbum Destruction of Harmony de 1971 ele transforma Bach em música eletrônica.
Já nos anos anos 80, passa a utilizar o fairlight CMI ( Computer Musical Instrument)
Em seu álbum de 1976 "Bali-Agúng", mistura rock com a Gamelan Orchestra Of Saba And Pinda.

## Discografia
| Album                                                                      | Lançado em | Notas                                                                                                   |
| -------------------------------------------------------------------------- | ---------- | --- |
| The Box                                                                    | 1969       | |
| Destruction of Harmony                                                     | 1971       | Bach em música eletrônica                                                                               |
| A Day's Lullaby                                                            | 1971       | |
| Meditation                                                                 | 1973       | |
| Windows                                                                    | 1974       | Colaboração de Jon Lord do Deep Purple, performance ao vivo transmita pela TV e foi lançada como álbum. |
| Sarabande                                                                  | 1975       | Regência da Hungarian Philharmonic para o álbum solo do Jon Lord do Deep Purple                         |
| Bali Agúng                                                                 | 1975       | |
| Music from Bali                                                            | 1976       | |
| Bastien and Bastienne                                                      | 1976       | |
| The Playwright Director                                                    | 1976       | |
| Trance-Formation                                                           | 1977       | |
| The Book                                                                   | 1977       | |
| Flashback                                                                  | 1978       | |
| Video Magic                                                                | 1978       | |
| Video Flashback                                                            | 1979       | Compilação: 5 faixas do álbum 'Video Magic', e 2 do 'Trance-Formation' e 'Flashback'                    |
| Events                                                                     | 1980       | Primeiro álbum onde é utilizado o fairlight CMI                                                         |
| Video Magic                                                                | 1981       | |
| Time Square                                                                | 1981       | |
| Eberhard Schoener com Sting, Andy Summers e Stewart Copeland do The Police | 1981       | Outra compilação: 5 faixas do álbum 'Flashback' e 2 do 'Video Magic'                                    |
| Complicated Ladies                                                         | 1982       | Com esther ofarim                                                                                       |
| Spurensicherung                                                            | 1983       | Projeto realizado no fairlight CMI                                                                      |
| Sky Music / Mountain Music                                                 | 1984       | |
| 1985 Track Securing                                                        | 1985       | |
| Eberhard Schoener System                                                   | 1985       | |
| Eberhard Schoener / Sting / Andy Summers                                   | 1986       | |
| Bon Voyage                                                                 | 1986       | |
| Video Flashback                                                            | 1988       | |
| The Heritage of the Guldenbergs                                            | 1989       | |
| Eberhard Schoener, Sting, Andy Summers                                     | 1986       | |
| Bali Symphony - Trance Mission                                             | 1991       | |
| Why Don't You Answer                                                       | 1992       | |
| Harmonia Mundi                                                             | 1993       | |
| Time Cycle                                                                 | 1994       | |
| Palazzo dell'Amore / Cold Genius                                           | 1996       | |
| Film Music "Derrick"                                                       | 1998       | |
| Hey Mr. Gentleman                                                          | 1998       | |
| Potsdamer Platz - Heart of Berlin                                          | 1988       | |
| Namaste-Puja                                                               | 1999       | |
| Eberhard Schoener And Friends - crossing times and continents              | 2006       | Compilação das melhores faixas (1977–2006)                                                              |